# The Gospels
The Gospels is een studioalbum van Rick Wakeman.
Wakeman schreef zelf over dit album dat het voor een veel te lage prijs gemaakt moest worden. De tenor zou zijn kunsten op een schip hebben moeten inzingen. Het album is uiteindelijk een soort kerkmuziek geworden, waarbij het kerkorgel grotendeels vervangen is door synthesizers en dan nog wel die uit de jaren ’80. Voor fans van Wakemans muziek was het even slikken, dit zeer afwijkende album in zijn oeuvre. In 1996 ondernam Wakeman een nieuwe poging met dit slecht geproduceerde album, toen verscheen The New Gospels.
Het kerkorgel (dat slechts even verschijnt) is opgenomen in Camberley, de rest in de Tony Clarke Studio in Walton-on-Thames. Tony Clarke was voornamelijk bekend van de Moody Blues.

## Musici
- Rick Wakeman – toetsinstrument en drummachine
- Ramon Remedios – tenor
- Robert Powell – verteller
- The Eton College Choir o.l.v. Ralf Allwood

## Tracklist
| Nr. | Titel                                                                     | Duur |
| --- | ------------------------------------------------------------------------- | ---- |
| 1.  | The Gospel According to St. Matthew (part one: The Baptism)               |      |
| 2.  | The Gospel According to St. Matthew (part two: The welcoming)             |      |
| 3.  | The Gospel According to St. Matthew (part three: The sermon on the mount) |      |
| 4.  | The Gospel According to St. Matthew (part four: The Lord’s prayer)        |      |
| 5.  | The Gospel According to St. Mark (part one: The way)                      |      |
| 6.  | The Gospel According to St. Mark (part two: The road to Jerusalem)        |      |
| 7.  | The Gospel According to St. Mark (part three: Trial and error)            |      |
| 8.  | The Gospel According to St. Mark (part four: Galilee)                     |      |

| Nr. | Titel                                                               | Duur |
| --- | ------------------------------------------------------------------- | ---- |
| 1.  | The Gospel According to St. Luke (part one: The Gift)               |      |
| 2.  | The Gospel According to St. Luke (part two: The Magnificat)         |      |
| 3.  | The Gospel According to St. Luke (part three: Welcome a star)       |      |
| 4.  | The Gospel According to St. Luke (part four: Power)                 |      |
| 5.  | The Gospel According to St. John (part one: The word)               |      |
| 6.  | The Gospel According to St. John (part two: The hour)               |      |
| 7.  | The Gospel According to St. John (part three: The children of mine) |      |
| 8.  | The Gospel According to St. John (part four: The last verse)        |      |